# Saydia Sports
Maillots
Saydia Sports est un club de volley-ball tunisien actif de 1955 à 2012. Il représente la ville de Sidi Bou Saïd située dans la banlieue nord de Tunis.

## Histoire
Il accède pour la première fois en division 1 en 1962 lorsque Mokhtar Karoui, Belaid Raïssi, Sami Bahri, Moncef Karoui, Abdelwahab Bartakiz, Albert Simeoni puis plus tard Msaddek Lahmar s'illustrent, sans pour autant remporter de titres.
Ce n'est qu'au cours des années 2000 que le club, qui s'est renforcé, devient performant tant au niveau national qu'international. Le 16 avril 2010 constitue un jour historique pour le club puisqu'il remporte son premier titre de champion.
Cependant, après la révolution de 2011, le club auparavant présidé par Mourad Trabelsi, frère de Leïla Ben Ali, est boycotté par les autorités locales, empêché de s'entraîner dans la salle municipale et privé de toute aide matérielle. Malgré la conservation de sa place en division nationale A à l'issue du championnat 2011-2012, il est contraint de déclarer forfait et de se dissoudre. Un nouveau club prend sa place et adopte le nom de Saydia de Sidi Bou Saïd ; il débute en division nationale B.

## Résultats
| Saison    | Entraîneur                              | Classement en championnat                           |
| --------- | --------------------------------------- | --------------------------------------------------- |
| 1962-63   | Mokhtar Karoui                          | 6e                                                  |
| 1963-64   | Mokhtar Karoui                          | 6e                                                  |
| 1964-65   | Mokhtar Karoui                          | 3e                                                  |
| 1965-66   | Mokhtar Karoui                          | 4e                                                  |
| 1966-67   | Mokhtar Karoui                          | 4e                                                  |
| 1967-68   | Bouraoui Mestiri                        | 5e                                                  |
| 1968-69   | Mokhtar Karoui                          | 4e                                                  |
| 1969-70   | Mokhtar Karoui                          | 7e                                                  |
| 1970-71   | Mokhtar Karoui                          | 8e, rétrograde en seconde division                  |
| 1971-72   | Mokhtar Karoui                          | Champion de la seconde division, monte en nationale |
| 1972-73   | Mokhtar Karoui                          | 8e                                                  |
| 1973-74   | Mokhtar Karoui                          | 6e                                                  |
| 1974-75   | Fethi Mkaouer                           | 6e                                                  |
| 1975-76   | Mokhtar Karoui                          | 7e                                                  |
| 1976-77   | Mokhtar Karoui                          | 7e                                                  |
| 1977-78   | Raouf Karoui                            | 7e                                                  |
| 1978-79   | Raouf Karoui                            | 8e                                                  |
| 1979-80   | Moncef Ben Soltan                       | 5e                                                  |
| 1980-81   | Noureddine Ben Slimane                  | 3e                                                  |
| 1981-82   | Moncef Ben Soltan puis Abdelaziz Mlayeh | 5e                                                  |
| 1982-83   | Noureddine Ben Slimane                  | 3e                                                  |
| 1983-84   | Noureddine Ben Slimane                  | 8e                                                  |
| 1984-85   | Raouf Karoui                            | 6e                                                  |
| 1985-86   | Raja Hayder                             | 5e                                                  |
| 1986-87   | Raja Hayder puis Abdelaziz Mlayeh       | 5e                                                  |
| 1987-88   | Mustapha Sassi puis Raouf Karoui        | 2e                                                  |
| 1988-89   | Samir Ouenzerfi                         | 7e                                                  |
| 1989-90   | Raja Hayder puis Abdelaziz Mlayeh       | 5e                                                  |
| 1990-91   | Samir Ouenzerfi puis Moncef Ben Soltan  | 2e                                                  |
| 1991-92   | Raouf Karoui                            | 10e                                                 |
| 1992-93   | Moncef Ben Soltan                       | 11e, rétrograde en seconde division                 |
| 1993-94   | Raouf Karoui                            | Champion de la seconde division, monte en nationale |
| 1994-95   | Raouf Karoui                            | 7e                                                  |
| 1995-96   | Noureddine Ben Slimane                  | 6e                                                  |
| 1996-97   | Noureddine Ben Slimane                  | 6e                                                  |
| 1997-98   | Fadhel Karoui                           | 7e, rétrograde en seconde division                  |
| 1998-99   | Noureddine Ben Slimane                  | Champion de la seconde division, monte en nationale |
| 1999-2000 | Mohamed Kaabar puis Fadhel Karoui       | 4e                                                  |
| 2000-01   | Mohamed Kaabar puis Fethi Ghariani      | 5e                                                  |
| 2001-02   | Mohamed Kaabar puis Fethi Ghariani      | 4e                                                  |
| 2002-03   | Moncef Belayba                          | 3e                                                  |
| 2003-04   | Mounir Gara                             | 3e                                                  |
| 2004-05   | Kamel Rekaya                            | 4e                                                  |
| 2005-06   | Kamel Rekaya puis Fethi Ghariani        | 3e                                                  |
| 2006-07   | Rached Chebbi                           | 5e                                                  |
| 2007-08   | Rached Ben Krid puis Moncef Belayba     | 2e                                                  |
| 2008-09   | Anouar Chekili                          | 5e                                                  |
| 2009-10   | Mounir Gara puis Mohamed Mselmani       | Champion de Tunisie                                 |

## Palmarès

### Seniors
- Championnat de Tunisie (1) : 2010
- Coupe de Tunisie
  - Vainqueur (1) : 2003
  - Finaliste (3) : 1970, 1990, 1995
- Supercoupe de Tunisie (1) : 2003
- Coupe d'Afrique des clubs vainqueurs de coupe (2) : 2003, 2004

### Jeunes
- Championnat de Tunisie juniors : 1989
- Championnat de Tunisie cadets : 1977, 1979
- Championnat de Tunisie minimes : 1967, 1977
- Coupe de Tunisie juniors : 1981, 1988, 1989, 1991, 2004
- Coupe de Tunisie cadets : 2007
- Coupe de Tunisie cadettes : 1994
- Coupe de Tunisie minimes : 1977
- Championnat et coupe de Tunisie cadettes : 1996, 1997

## Joueurs
- Amine Ben Salah
- Amine Bessrour
- Dhak Ennifar
- Marwan Fehri
- Ghazi Guidara
- Mehdi Hannachi
- Ahmed Karamosli
- Aymen Karoui
- Seif Lemjid
- Taoufik Mahjoubi
- Hamza Rezgui
- Ihsan Saïdi
- Tarek Sammeri
- Chamseddine Tebourski
- Mejdi Toumi